# یواس‌اس مریل (دی‌دی-۹۷۶)
یواس‌اس مریل (دی‌دی-۹۷۶) (به انگلیسی: USS Merrill (DD-976)) یک کشتی بود که طول آن 529 ft (161 m) waterline; 563 ft (172 m) overall بود. این کشتی در سال ۱۹۷۶ ساخته شد.